# (36963) 2000 SF285
2000 SF285 (asteroide 36963) é um asteroide da cintura principal. Possui uma excentricidade de 0.14709540 e uma inclinação de 7.91230º.
Este asteroide foi descoberto no dia 23 de setembro de 2000 por LINEAR em Socorro.